# ザーキル・フセイン
ザーキル・フセイン・カーン（英語: Zakir Hussain Khan、1897年2月8日 - 1969年5月3日）は、インドの教育者、政治家。1967年から1969年まで第3代インド大統領を務めた。

## 人物
ハイデラバードで生まれたフセインはアリーガルのムハンマダン・アングロ・オリエンタル大学とベルリン大学で学び、そこで経済学の博士号を取得した。フセインはマハトマ・ガンジーの側近であった。1952年から1957年にかけてインド国会議員に指名され、1957年から1962年までビハール州知事を務め、1962年にインド副大統領に選出された。翌年、彼はバーラト・ラトナ勲章を授与され、1967年には大統領に選出された。
フセインは1969年4月26日にアッサム州視察からデリーに戻った後に体調が悪くなり、大統領在任中の1969年5月3日に心臓発作により死亡した。